# Polen ved sommer-OL 1972
Polen ved sommer-OL 1972 havde 290 sportsudøvere, 252 mænd og 38 kvinder fra Polen deltog i 22 sportsgrene under Sommer-OL 1972 i München. Polen kom på en 7. plads med syv guld-, fem sølv- og ni bronzemedaljer. Vægtløfteren Waldemar Baszanowski var landets flagbærer under åbningsceremonien.

## Medaljevinderne
| Polen ved sommer-OL 1972 i München | Polen ved sommer-OL 1972 i München | Polen ved sommer-OL 1972 i München | Polen ved sommer-OL 1972 i München | Polen ved sommer-OL 1972 i München |
| Medaljer                           | Udøver | Sport                              | Øvelse                             | Resultat                           |
| ---------------------------------- | --- | ---------------------------------- | ---------------------------------- | ---------------------------------- |
| Guld                               | Wladyslaw Komar | Atletik                            | Kulestød, mænd                     | 21,18 meter (OR)                   |
| Guld                               | Zygmunt Smalcerz | Vægtløftning                       | Fluevægt                           | 337,5 kg                           |
| Guld                               | Jan Szczepański | Boksning                           | Fluevægt                           |                                    |
| Guld                               | Witold Woyda | Fægtning                           | Florett, mænd                      | 5 sejre                            |
| Guld                               | Józef Zapędzki | Skydning                           | 25 m silhuettpistol, mænd          | 595 point                          |
| Guld                               | Marek Dąbrowski Jerzy Kaczmarek Lech Koziejowski Witold Woyda Arkadiusz Godel | Fægtning                           | Florett hold, mænd                 |                                    |
| Guld                               | Hubert Kostka Zbigniew Gut Jerzy Gorgoń Zygmunt Anczok Lesław Ćmikiewicz Zygmunt Maszczyk Jerzy Kraska Kazimierz Deyna Zygfryd Szołtysik Włodzimierz Lubański Robert Gadocha Ryszard Szymczak Antoni Szymanowski Joachim Marx Grzegorz Lato Marian Ostafiński Kazimierz Kmiecik Marian Szeja | Fodbold                            | Fodbold, mænd                      | Finale: · 2 - 1 Ungarn             |
| Sølv                               | Norbert Ozimek | Vægtløftning                       | Letsværvægt                        | 497,5 kg                           |
| Sølv                               | Wieslaw Rudkowski | Boksning                           | Letmellemvægt                      |                                    |
| Sølv                               | Irena Szydłowska | Bueskydning                        | Individuelt, damer                 | 2407 point                         |
| Sølv                               | Antoni Zajkowski | Judo                               | Halv mellemvægt                    |                                    |
| Sølv                               | Lucjan Lis Edward Barcik Stanisław Szozda Ryszard Szurkowski | Cykling                            | 100 km landevej, hold              | 2.11.47,5                          |
| Bronze                             | Leszek Błażyński | Boksning                           | Fluevægt                           |                                    |
| Bronze                             | Janusz Gortat | Boksning                           | Letsværvægt                        |                                    |
| Bronze                             | Zbigniew Kaczmarek | Vægtløftning                       | Letvægt                            |                                    |
| Bronze                             | Ryszard Katus | Atletik                            | Tikamp, mænd                       | 7984 point                         |
| Bronze                             | Czesław Kwieciński | Brydning                           | Græsk-romersk stil, letsværvægt    |                                    |
| Bronze                             | Kazimierz Lipień | Brydning                           | Græsk-romersk stil, fjervægt       |                                    |
| Bronze                             | Irena Szewińska | Atletik                            | 200 meter, damer                   | 22,74                              |
| Bronze                             | Andrzej Bek Benedykt Kocot | Cykling                            | Tandem 2000 meter                  |                                    |
| Bronze                             | Władysław Szuszkiewicz Rafal Maciej Piszcz | Kano                               | K-2 1000 meter, mænd               | 3.33.83                            |